# Église Saint-Jean-Baptiste de Cranves-Sales
Pour les articles homonymes, voir Église Saint-Jean-Baptiste.
L'église de Cranves-Sales, dédiée à saint Jean-Baptiste, est une église catholique française, située en Haute-Savoie, sur la commune de Cranves-Sales.
L'église de Sales, placée sous le patronage des saints Ferréol et Ferjeux, a disparu.

## Historique
L'ancien clocher date du XIIIe siècle, et a été décapité durant la Révolution. 
L'église a été agrandie en 1890. Le clocher à bulbe date du XIXe siècle.

## Description
Le chœur actuel est orné de fresques réalisées en 1957 par le peintre iconographe russe Nicolas Greschny. 
Elle a fait l'objet d'une restauration en 2007.